# Alchemilla indurata
Alchemilla indurata är en rosväxtart som beskrevs av Sergei Vasilievich Juzepczuk. Alchemilla indurata ingår i släktet daggkåpor, och familjen rosväxter. Inga underarter finns listade i Catalogue of Life.